# 圆长旋螺
圆长旋螺（学名：Fusinus forceps）是海螺的一個物種，是一種旋螺科纺锤螺属的腹足纲新腹足類支序的软体动物，可食用。

## 分佈
主要分佈於日本、韩国、台灣海峽、南中國海，還有印度洋西部的毛里裘斯、留尼汪、马斯克林群岛等地所在的马斯克林盆地及阿拉伯東部　(NG, GO)。

## 棲息地
常栖息在岩礁、珊瑚礁沙灘沿岸。